# Шилова, Анастасия Игоревна
Анастаси́я И́горевна Ши́лова (род. 10 января 1991, (Красноярск, РСФСР, СССР) — российская баскетболистка, выступает в амплуа лёгкого форварда. Неоднократная призёрка многих международных соревнований в составе молодёжных сборных России по баскетболу. Мастер спорта России международного класса.

## Биография
Шилова Анастасия — воспитанница красноярского баскетбола (первый тренер — Е. П. Меркушев). С 5 до 8 лет она ходила в секцию художественной гимнастики, куда её отдал дедушка. А потом мама, которая в своё время занималась баскетболом, отдала Настю баскетбольную секцию. В 13 лет Анастасию пригласили во вторую команду «Шелена» (Красноярск), которая играла в Высшей лиге. А в возрасте 15 лет сыграла первые матчи на взрослом уровне и стала постоянно привлекаться в состав национальной сборной различных возрастов.
В 2010 году стала чемпионкой Европы среди молодёжных команд (до 20 лет), где была лидером команды по средней результативности— 15,2 очка за матч. В финальном матче с Испанией была самой результативной, забросив в кольцо 21 очко.

Тот день запомнится мне на всю жизнь. Когда до конца матча оставалось 12 секунд, у меня началась настоящая истерика! Тренер даже оставил меня на скамейке запасных.

После чемпионата Европы в Красноярске Анастасия Шилова по результатам голосования посетителей спортивного портала www.kraysport.ru и абонентов МТС победила в номинации «Лучший спортсмен июля», она набрала голосов — 957 (44,5 %).
Во время первенства Европы главный тренер сборной России и по совместительству главный тренер «Динамо-ГУВД» Борис Соколовский сделал предложение перейти в новосибирский клуб.
С 2010 года Анастасия Шилова выступает в женской Премьер-лиге чемпионата России за «Динамо-ГУВД». В 2011 году став серебряным призёром чемпионата Европы среди молодёжных команд (до 20 лет), она была включена, по решению оргкомитета турнира, в символическую пятёрку чемпионата Европы.
6 февраля 2012 года ФИБА Европы объявило итоги голосования «Лучшая молодая баскетболистка Европы 2011 года». Анастасия по итогам голосования заняла 7-е место, получившая 10 943 балла от фанатов (2-е место) и 90 от экспертов. По итогам молодёжного первенства среди команд Премьер-лиги (2011/12) Анастасия второй год подряд вошла в символическую пятёрку турнира.

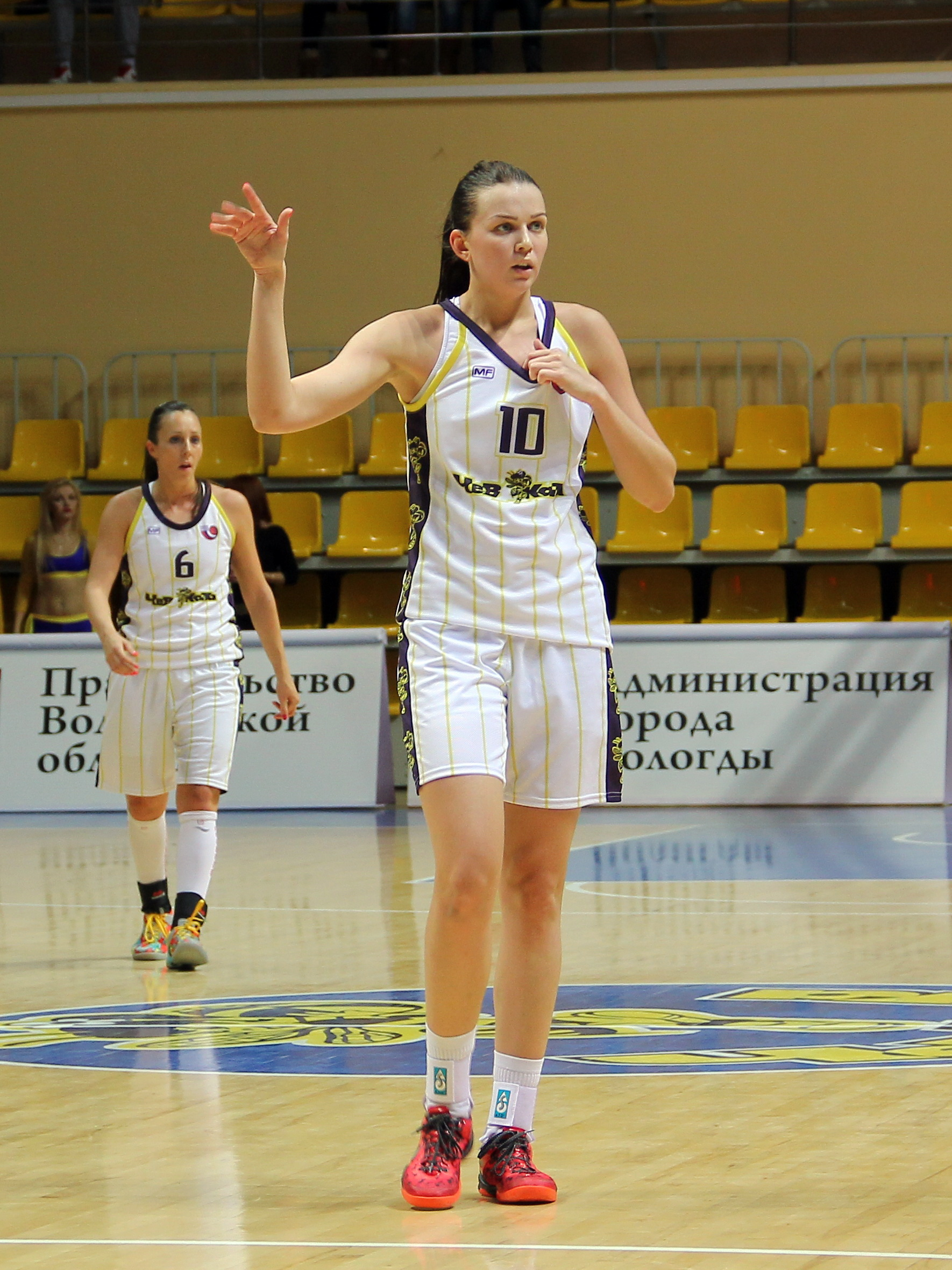
В составе Вологды (2013)

В рамках подготовки женской сборной к Олимпийским играм — 2012 Анастасия вошла в «расширенный» список из 22-х игроков, где участвовала в двух товарищеских играх со сборной Украины. 3 июня 2012 года, при сокращении списка кандидатов в олимпийскую команду с 22 до 19 человек, тренерский штаб принял решение отказаться от Шиловой. После этого главный тренер женской сборной России Борис Соколовский сказал:

Анастасия Шилова оставила очень хорошее впечатление, она талантливый игрок, но в острой конкуренции среди третьих номеров Шилова пока ещё уступает своё место в составе более мастеровитым, уверенным, опытным исполнителям, получавшим больше игрового времени в течение сезона. Я уверен, что у Шиловой есть большие перспективы вырасти в очень сильного игрока

В 2013 году, в составе сборной, выступала на «домашней» Универсиаде, где завоевала серебряную медаль. Большой вклад в победу команды Анастасия внесла в полуфинале со сборной Тайваня, когда она набрала больше всех очков (18) и сделала 8 подборов.
После трёх сезонов в Новосибирске, Анастасия с осени 2013 года начинает выступать за вологодскую «Вологду-Чеваката».

### Статистика выступлений за клубы (средний показатель)
| Клубы                                         | Сезон     | Чемпионат | Чемпионат | Чемпионат | Чемпионат | Кубок России* | Кубок России* | Кубок России* | Кубок России* | Еврокубки | Еврокубки | Еврокубки | Еврокубки |
| Клубы                                         | Сезон     | Игр       | Очк       | Подб      | Перед     | Игр           | Очк           | Подб          | Перед         | Игр       | Очк       | Подб      | Перед     |
| --------------------------------------------- | --------- | --------- | --------- | --------- | --------- | ------------- | ------------- | ------------- | ------------- | --------- | --------- | --------- | --------- |
| «Красноярочка» (Красноярск) — "Суперлига «Б»  | 2008-09   | 35        | 17,6      | 6,4       | 1,0       | 10            | 12,5          | 3,3           | 1,2           | —         | -         | -         | -         |
| «Красноярочка» (Красноярск) — "Суперлига «Б»  | 2009-10   | 36        | 14,6      | 6,9       | 1,0       | -             | -             | -             | -             | —         | -         | -         | -         |
| «Динамо-ГУВД» (Новосибирск) «Динамо-ГУВД — 2» | 2010-11   | 20 28     | 4,6 19,8  | 3,0 10,8  | 0,6 1,2   | 7             | 4,3           | 2,4           | 0,6           | 9         | 6,7       | 3,3       | 0,7       |
| «Динамо-ГУВД» (Новосибирск) «Динамо-ГУВД — 2» | 2011-12   | 14 10     | 9,8 17,8  | 4,6 9,3   | 1,3 1,8   | 4             | 12,5          | 4,0           | 1,8           | 4         | 12,0      | 6,0       | 0,3       |
| «Динамо-ГУВД» (Новосибирск) «Динамо-ГУВД — 2» | 2012-13   | 16 7      | 7,6 17,3  | 4,5 8,9   | 1,3       | 2             | 4,0           | 1,0           | 1,0           | 8         | 7,3       | 5,0       | 0,4       |
| «Вологда-Чеваката» (Вологда)                  | 2013-14   | 28        | 6,0       | 2,5       | 0,6       |               |               |               |               | 8         | 5,8       | 2,8       | 0,5       |
| «Надежда (баскетбольный клуб)» (Оренбург)     | 2015—2016 | 0         | 0         | 0         | 0         |               |               |               |               | 0         | 0         | 0         | 0         |

* — пунктиром выделена статистика выступлений в Кубке В. Кузина (отборочный турнир к Кубку России)

## Достижения
- Чемпион Европы по баскетболу среди молодёжных команд (до 20 лет): 2010
- Серебряный призёр чемпионата Европы по баскетболу среди молодёжных команд (до 20 лет): 2011
- Серебряный призёр чемпионата Европы по баскетболу среди девушек (до 18 лет): 2008
- Серебряный призёр Универсиады: 2013
- Бронзовый призёр Универсиады: 2015
- Серебряный призёр чемпионата России: 2016
- Бронзовый призёр чемпионата России: 2017
- Бронзовый призёр молодёжного чемпионата России по баскетболу среди дублирующих команд Премьер-лиги: 2011. Анастасия вошла в символическую сборную «Финала восьми» молодёжного чемпионата[6].

### Статистика выступлений за сборную России (средний показатель)
| Сборная        | Сезон | Место | Чемпионат | Чемпионат | Чемпионат | Чемпионат |
| Сборная        | Сезон | Место | Игр       | Очк       | Подб      | Перед     |
| -------------- | ----- | ----- | --------- | --------- | --------- | --------- |
| ЧЕ (до 16 лет) | 2006  | 9     | 8         | 7,8       | 4,8       | 0,9       |
| ЧЕ (до 16 лет) | 2007  | 6     | 8         | 9         | 5,0       | 1,1       |
| ЧЕ (до 18 лет) | 2008  | 2     | 8         | 7,9       | 3,8       | 0,6       |
| ЧМ (до 19 лет) | 2009  | 6     | 8         | 6,5       | 3,5       | 0,6       |
| ЧЕ (до 20 лет) | 2010  | 1     | 9         | 15,2*     | 5,4       | 1,7       |
| ЧЕ (до 20 лет) | 2011  | 2     | 9         | 12,8*     | 6,1       | 1,8       |
| Универсиада    | 2013  | 2     | 6         | 9,3       | 3,0       | 2,6       |
| Универсиада    | 2015  | 3     | 5         | 2,0       | 2,2       | 1,0       |

* — лучший показатель в команде

## Личная жизнь
При выборе номера в команде всегда выбирает «10», потому что у неё день рождения 10 января и с самого детства решила брать этот номер. Ни разу его не меняла.
Замужем с 2014 года.